# Mel·lífer de les Banda
El mel·lífer de les Banda (Myzomela boiei) és un ocell de la família dels melifàgids (Meliphagidae).

## Hàbitat i distribució
Habita manglars i boscos de les terres altes de les illes de Babar, Banda i Tanimbar, a les illes Petites de la Sonda.